# Cipangopaludina
Cipangopaludina là một chi ốc nước ngọt có mang và vảy, là động vật thân mềm chân bụng sống dưới nước thuộc họ Viviparidae.

## Các loài
Chi này có 11 loài và 2 phân loài tại Trung Quốc.
- Cipangopaludina annandalei Brandt, 1968[4]
- Cipangopaludina aubryana (Heude, 1890)[3]
- Cipangopaludina cathayensis (Heude, 1890)[3]
- Cipangopaludina chinensis (Gray, 1834) - synonym: Bellamya chinensis (Reeve 1863), Cipangopaludina wingatei - Chinese mystery snail [3][5]
  - Cipangopaludina chinensis fluminalis (Heude, 1890)[3]
- Cipangopaludina haasi (Prashad, 1928) - synonym: Cipangopaludina chinensis haasi Prashad, 1928[3]
- Cipangopaludina hainanensis (Möllendorff, 1909)[3]
- Cipangopaludina japonica (von Martens, 1861)
- Cipangopaludina latissima (Dautzenberg & H. Fischer, 1905)[3]
- Cipangopaludina lecythoides (Benson, 1842)[3]
- Cipangopaludina lecythis (Benson, 1836)[6] - synonym: Cipangopaludina ampulliformis[3]
  - Cipangopaludina lecythis ampullacea (Charpentier, 1863)[3]
- Cipangopaludina malleata (Reeve, 1863) - type species of the genus Cipangopaludina[3]
- Cipangopaludina patris (Kobelt, 1909)[3]
- Cipangopaludina ussuriensis (Gerstfeldt, 1859)[3]
- Cipangopaludina ventricosa (Heude, 1890)[3]
- Cipangopaludina zejaensis Moskvicheva, 1979[7]

synonyms
- Cipangopaludina dianchiensis Zhang, 1990 is a synonym of Margarya dianchiensis (Zhang, 1990)[3]
- Cipangopaludina menglaensis Zhang, Liu & Wang, 1981 is a synonym of Mekongia menglaensis (Zhang, Liu & Wang, 1981)[3]
- Cipangopaludina yunnanensis Zhang, Liu & Wang, 1981 is a synonym of Mekongia yunnanensis (Zhang, Liu & Wang, 1981)[3]